# Gräberfeldanalyse

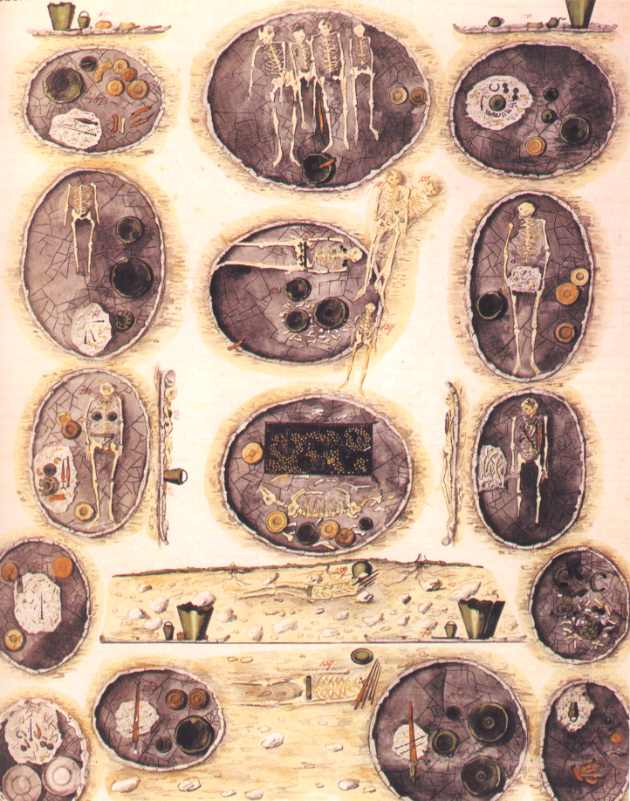
Dokumentation von Bestattungen der Hallstattzeit, gefunden im Gräberfeld von Hallstatt. Zeichnung des Ausgräbers Johann Georg Ramsauer.

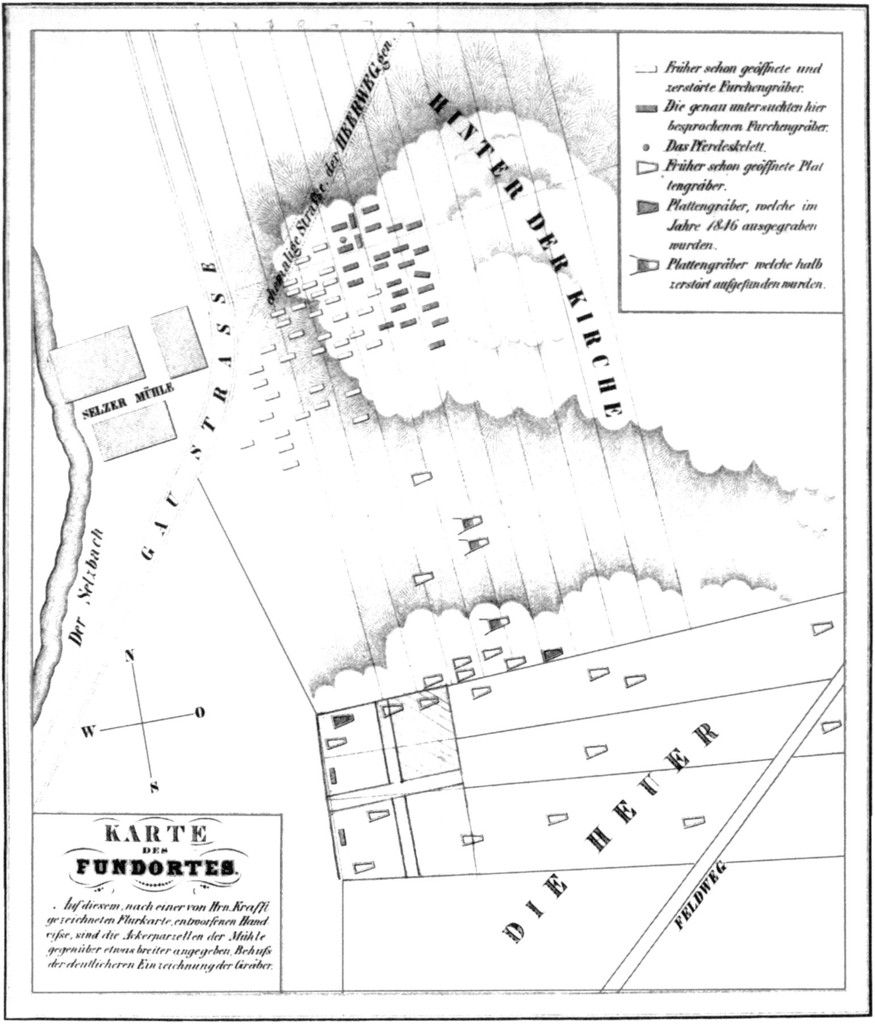
Historischer Plan des merowingerzeitlichen Gräberfeldes von Selzen

Als Gräberfeldanalyse wird die wissenschaftliche Auswertung archäologischer Funde und Befunde eines Gräberfeldes bezeichnet.
Gräber sind wichtige Quellen zum Verständnis vor- und frühgeschichtlicher Zeiten. So sind etwa in der Merowingerzeit Bestattungen die wesentliche Grundlage der archäologischen Forschung, die Zahl der Siedlungsfunde ist im Verhältnis dazu weitaus geringer.
Die Analyse von Gräbern gibt mitunter Aufschluss über individuelle Besonderheiten und bildet die Grundlage für die Gräberfeldanalyse, das heißt für die Erforschung der Beziehungen zwischen den Gräbern eines Gräberfeldes. Ein Verständnis des Einzelgrabes ist über das Begreifen des Gräberfeldes besser möglich, genauso wie ein Verständnis des Gräberfeldes durch das Begreifen seiner Gräber erreicht werden kann (s. Hermeneutischer Zirkel).

## Methoden
Grundlage einer eingehenden Analyse ist die sachgerechte Ausgrabung und Dokumentation des Gräberfeldes. Dazu gehören die sorgfältige Freilegung der Gräber, ihre Zeichnung mit Lage von Skelett oder Leichenbrand, Befunden wie etwa Sargspuren und eventuell vorhandenen Beigaben, Anfertigung von Photographien; außerdem die Einmessung der Lage der einzelnen Bestattungen und relevanter Fundstücke. Komplizierte Bereiche wie etwa Kästchen- oder Tascheninhalte mit vielen Einzelobjekten können nach Möglichkeit auch im Zuge einer Blockbergung gehoben werden und in einer Restaurierungswerkstatt freipräpariert werden.
Die einzelnen Bestattungen werden durchnummeriert und in einem Gräberfeldplan eingetragen. Der Gräberfeldplan ist Grundlage weiterer möglicher Analyseansätze wie etwa der Rekonstruktion einer zeitlichen Entwicklung.
Abhängig von der Überlieferungslage sind neben der archäologischen Auswertung auch andere, interdisziplinäre Ansätze möglich. So können mit Hilfe anthropologischer Methoden Daten wie Sterbealter, Krankheiten oder Körpergröße der Verstorbenen ermittelt werden. Eine weitergehende Bestimmung von Speisebeigaben kann etwa anhand von Tierknochen oder Pflanzenresten erfolgen. Erhaltene Holzreste bieten Hinweise auf Materialien von Särgen oder Grabkammern.
Die archäologische Auswertung der Grabungsresultate von Gräberfeldern erfolgt heutzutage manchmal mit Hilfe von Datenbanken, in denen die Merkmale der einzelnen Gräber gesammelt und mittels statistischer Verfahren geordnet und verglichen werden. Häufig verwendete Verfahren sind die Deskriptive Statistik, die Korrespondenzanalyse (Seriation) und die Hauptkomponentenanalyse.

Neben der Statistik ist die räumliche Verbreitung und Anordnung der Gräber und Beigaben sowie bestimmter Merkmale der Gräber (Ausrichtung der Bestatteten, Steinsetzungen, Holzeinbauten etc.) eine ergiebige Erkenntnisquelle. Mit GIS-Programmen (Geoinformationssysteme) können spezielle Kartierungen der Gräberfelder erstellt werden, die z. B. Gräber eines bestimmten Zeitraums, mit bestimmten Beigaben oder anderen definierten Merkmalen abbilden und es somit eventuell ermöglichen eine zeitliche Abfolge der Bestattungen und/oder die Belegungsdauer des Gräberfeldes zu rekonstruieren.

## Erkenntnismöglichkeiten

### Totenritual
Gemeinsamkeiten zwischen den Bestattungen (z. B. im Grabbau, in der Ausrichtung der Skelette oder bei den Grabbeigaben) lassen auf kulturspezifische Elemente schließen, die Einblicke in die geistige Welt der bestattenden Gruppe geben. Durch die Kenntnis dieser Gemeinsamkeiten ist es dem Archäologen möglich, abweichende Bestattungen zu erkennen und Abweichungen, wie Gemeinsamkeiten, zu hinterfragen. Aspekte des Totenrituals, mitunter auch der geistigen Welt, können rekonstruiert werden, dabei sind allerdings die im Abschnitt „Einschränkungen“ (s. u.) genannten Argumente zu beachten.

### Chronologie
Da es sich bei Gräbern – insofern sie nicht wiedergeöffnet wurden – um geschlossene Funde handelt, eignen sie sich zur Erforschung des Wandels im Totenritual und der materiellen Kultur sowie der Chronologie. Die überwiegende Mehrheit der typologisch erarbeiteten Chronologien beruht auf Gräberfeldanalysen. Kartiert man die erkannte zeitliche Abfolge, lassen sich überdies Aussagen zur Entwicklung des Gräberfeldes treffen, ob z. B. von einem Kern ausgehend – was für eine bestattende Gruppe spräche, oder von mehreren, sich gleichzeitig erweiternden Zentren – was auf mehrere Gruppen (evtl. Siedlungsgemeinschaften, Sippen o. Ä.) hindeutet. Lässt sich eine solche Dynamik erkennen, spricht man von Horizontalstratigraphie – das ist ein Kunstbegriff, der das räumliche nebeneinander (= horizontal) in zeitlicher Abfolge (=Stratigraphie) beschreibt.

### Sozialstruktur
Die Gräberfeldanalyse kann einen Teil zur Analyse der Gesellschaftsstruktur (Sozialstruktur) der bestattenden Gemeinschaft beitragen, grundsätzliche Aussagen darüber sind jedoch erst durch Hinzuziehung anderer Befundgattungen (Keramik-, Metallbeigaben etc.) möglich – siehe dazu den Abschnitt „Einschränkungen“ (s. u.).
Insofern die ungefähre Gleichzeitigkeit mehrerer Bestattungen gegeben ist, werden die zwischen ihnen beobachteten Unterschiede und Gemeinsamkeiten – im weitesten Sinne – als  sozialbedingt interpretiert.
Treten Unterschiede innerhalb von Alters- und Geschlechtsgruppen auf, sind also z. B. die Bestattungen weiblicher Erwachsener sowohl in Grabkammern mit reicher Ausstattung als auch in einfachen Erdgräbern ohne Beigaben vorgenommen worden, dann lassen sich Rückschlüsse auf die sogenannte vertikale Gesellschaftsstruktur ziehen. Im genannten Beispiel sprächen materielle Unterschiede (Beigaben viel, fein – wenig, grob) und der verschieden große Arbeitsaufwand, der zum Anlegen des Grabes nötig war (Grabkammer – einfaches Erdgrab) für eine mögliche hierarchische Gliederung der Gesellschaft in unterschiedliche Gesellschaftsschichten oder für eine besondere Ehrung einzelner für die Gemeinschaft wichtige Personen.
Lassen sich zwischen den Geschlechtern und evtl. auch den Altersklassen (z. B. Kinder – Jugendliche – Erwachsene – Greise) Unterschiede feststellen, sind Rückschlüsse auf die sogenannte horizontale Gesellschaftsstruktur möglich. Darunter wird die Gliederung einer Gemeinschaft innerhalb der hierarchischen Schichten verstanden. U.U. sind so z. B. Einblicke in die Strukturen auf familiärer Ebene möglich.
Die räumliche Verteilung von Geschlechtern, Alters- oder auch „materiellen“ Klassen auf dem Gräberfeld lässt u. U. weitere Aussagen über die Selbstsicht der bestattenden Gemeinschaft zu.

### Einschränkungen
Die so gewonnenen Erkenntnisse sind allerdings kein direkter Spiegel des Lebens, sondern lediglich das Resultat eines bestimmten Lebensbereiches – des Totenrituals – der durch gruppeneigene Vorstellungen bestimmt wurde. Die Grabbeigaben und die Tracht des Leichnams, ja die Leichname selbst wurden im Rahmen dieser Vorstellungen ausgewählt und zeigen damit, wenn überhaupt, nur einen Ausschnitt aus der Lebenswelt. Totentracht und Grabausstattung sollten deshalb nicht ohne weiteres auf die „Kultur der Lebenden“ übertragen werden – für weiterreichende Interpretationen sollten stets Siedlungs- und gegebenenfalls Depotfunde hinzugezogen werden, sofern diese vorhanden sind.